# Konstantin M. Thoeren
Konstantin Michael Thoeren (* 5. Dezember 1948 in Tegernsee; † 1. März 2019 in Ebersberg) war ein deutscher Filmproduzent, Herstellungs- und Produktionsleiter mit internationalem Betätigungsfeld.

## Leben und Wirken
Konstantin M. Thoeren, Sohn der Schauspielerin Erica Beer und Adoptivsohn des Drehbuchautors Robert Thoeren, hatte über seine Eltern schon frühzeitig Kontakte zur Filmbranche geknüpft. Ende der 1960er Jahre begann er als Aufnahmeleiter. Bei der Münchner Kolportagegeschichte „Cream -- Schwabing Report“ durfte Thoeren 1970 erstmals in der Produktionsleitung arbeiten, blieb aber die kommenden fünf Jahre überwiegend auf die Aufnahmeleitung beschränkt. Dort arbeitete er mit den Erfolgsregisseuren Alfred Vohrer (Gott schützt die Liebenden) und Harald Reinl (Der Jäger von Fall) zusammen. Reinl holte Thoeren daraufhin 1975 zur Produktionsleitung bei dem Erich-von-Däniken-Film „Botschaft der Götter“ zurück.
Seit 1979 war Thoeren regelmäßig als Produktionsleiter bzw. Herstellungsleiter tätig, seit den 1990er Jahren auch als Produzent. Seit dem weltweiten Erfolg von Rainer Werner Fassbinders Lili Marleen-Verfilmung stellte er vor allem international finanzierte Filme her, oftmals aufwändig produziert und mit internationalen Drehorten und ebensolcher Besetzung. Dabei handelte es sich zumeist um Filme von beträchtlichem Schauwert, jedoch nur selten mit künstlerischem Anspruch. Neben Baldham bei München bezog Thoeren im Laufe der Jahre aufgrund seines intensiven Filmengagements in den USA auch Wohnsitze in Sanibel (Florida), Beverly Hills, West Hollywood und Los Angeles (alles Kalifornien).

## Filmografie (Auswahl, Kino)
als Produktions- bzw. Herstellungsleiter oder Produzent
- 1970: Cream - Schwabing Report
- 1974: Zwei himmlische Dickschädel
- 1976: Erich von Däniken: Botschaft der Götter (Dokumentarfilm)
- 1977: Der Herr der Karawane (Caravans)
- 1979: Car-napping – bestellt – geklaut – geliefert
- 1980: Lili Marleen
- 1981: Der Mann im Pyjama
- 1982: Deadly Game
- 1982: Inside the Third Reich (TV)
- 1983: Bali (TV)
- 1986: Peter der Große (Peter the Great) (TV-Mehrteiler)
- 1989: Dr. M
- 1991: Colette (Becoming Colette)
- 1995: Katharina die Große (TV-Mehrteiler)
- 1996: Die Eisprinzessin (TV)
- 1996: Im Fahrwasser des Todes
- 1998: Lieber gestern als nie
- 1998: Terror in the Mall (TV)
- 1999: Bei Berührung Tod
- 2000: Tödliche Formel
- 2004: Die Nibelungen (TV)